# Manoir de Longeau
Le manoir de Longeau est une demeure, du XVIIe siècle, qui se dresse dans le Bessin, sur le territoire de la commune française de Crouay, dans le département du Calvados, en région Normandie.

## Localisation
Le manoir est situé route de Saon, à 2,5 kilomètres au sud-ouest de l'église Saint-Martin de Crouay, dans le département français du Calvados.

## Historique
Cet ancien fief protestant du Bessin est depuis au moins 1540, la possession de Jacques de Saon. Il restera dans cette famille jusqu'au milieu du XVIIe siècle. À cette époque, le fief est adjugé à Étienne du Vivier, et le manoir, probablement détruit lors des guerres de Religion, est reconstruit.
En 1696, au décès d'Étienne II du Vivier, c'est sa fille, Gabrielle du Vivier, qui hérite et à la suite de son mariage avec Philippe d'Héricy lui apporte le domaine. Les Héricy, famille protestante, le conserveront jusqu'à la fin du XVIIIe siècle.
Vers 1800, le manoir ainsi que les terres sont la propriété du marquis de Campigny qui décèdera en 1828. Le domaine passe alors par héritage à Guillaume de Grandval, qui divise le domaine et le vend en lot le 20 septembre 1836. C'est M. Louis-Léon de Royville, rentier, demeurant au Breuil-en-Bessin, qui acquiert la maison d'habitation avec les bâtiments agricoles et quelques terres. Le manoir passera ensuite de mains en mains et sera remanié à plusieurs reprises.

## Description
On accède au manoir par un portail en anse de panier à triple entrée, deux portes piétonnes encadrant une porte charretière. Côté intérieur, des contreforts viennent renforcer le portail surmonté d'un clé de voûte sculptée. La porte charretière arbore un fronton sculpté avec au centre un tableau encadré de deux volutes. Les portes piétonnes sont elles surmontées d'un tympan sculptée en arc de cercle. Le portail peut être rapproché de ceux du manoir de Douville, à Mandeville-en-Bessin, et de celui de la Caillerie à Bayeux.
À la droite du portail, se dresse, au bout du mur d'enceinte, une tour carrée couverte en ardoise avec deux lucarnes surmontés d'un fronton triangulaire et entouré de pierres de taille. Sa façade présente plusieurs trous de boulins et les traces d'un ancien four à pain aujourd'hui détruit.
Un mur d'enceinte en partie ouvert et les bâtiments d'exploitation ceinturent le domaine. Certaines ouvertures du logis ont conservé leurs grilles, laissant penser que le domaine aurait pu être fortifié.
Le logis seigneurial et les bâtiments sont construits en pierre calcaire. Le logis est couvert d'un toit en ardoise avec des corbeaux et sur une cheminée un fronton triangulaire sculpté. La porte principale du logis, encadrée de pierres de taille, est surmontée d'un fronton en arc de cercle et d'une petite lucarne. Sur le logis, des pierres en saillies témoignent des divers remaniements du bâtiment.